# Аудиовизуальный совет (Азербайджан)
Аудиовизуальный совет (азерб. Audiovizual Şura) обеспечивает реализацию государственной политики в области телерадиовещания и регулирование этой деятельности. 

## История
В период СССР действовал Государственный комитет по радиовещанию и телевидению Азербайджанской ССР.
5 октября 2002 года создан Национальный совет по телевидению и радио (НСТР). Совет функционировал до  февраля 2022 года.
8 февраля 2022 года издан указ президента Азербайджана о применении закона «О медиа», согласно которому Национальный совет по телевидению и радио был упразднен. Вместо него был создан Аудиовизуальный совет.

## Функции Совета
К основным функциям Совета относятся:
- защита общественных интересов при телерадиовещании;
- государственный контроль за соблюдением вещателями законодательства о телерадиовещании, соблюдения требований выданной лицензии
- подготовка и осуществление концепции развития теле-, радио-, информационного пространства;
- определение технических стандартов и стандартов качества телерадиовещания;
- выдача лицензий на осуществление телерадиовещания;
- ведение реестра телерадиовещателей;
- государственный заказ на производство телерадиоконтента путём проведения конкурсов;
- определение правил употребления государственного языка и соблюдения норм государственного языка в телерадиовещании;
- государственный заказ программ для детей, молодёжи, глухих, слабослышащих, информационных, обучающих, просветительских и иных программ;
- рассмотрение жалоб от абонентов и телерадиовещателей[4].

Совет осуществляет регулярный мониторинг общереспубликанского наземного телерадиовещания, анализ и сбор статистики контента общереспубликанских наземных телеканалов. Советом предпринимаются меры по достижению охвата всей территории страны общереспубликанскими наземными радиовещателями.
Совет принимает меры против нарушения законодательства. Мерами Совета являются:
- рекомендация
- предупреждение
- приостановление лицензии на вещание

Вещание в Азербайджане осуществляется государственными, муниципальными, частными и общественными вещателями. Деятельность вещателей может быть ограничена только в случаях, предусмотренных законом. В соответствии с Законом Азербайджана «О нормативных правовых актах» решения Национального совета по телерадиовещанию считаются нормативными актами. 
Решения Совета имеют обязательную силу для телерадиовещателей. 

## Структура
Совет состоит из 9 человек. Возглавляется председателем Совета.

## Деятельность
В 2023 году Совет осуществил меры по переходу на цифровое радиовещание стандарта DAB+, предпринял меры по переводу цифрового телевещания со стандарта DVB-T на стандарт DVB-T2.
В августе 2023 года  названия и жанры вещания телеканалов CTVHD, CTVHD1 и CTVHD2 (фильмы/киножанр) были изменены на CTV Movies (фильмы/киножанр), CTV Music (музыкально-развлекательный жанр) и CTV Kids (жанр детских программ).
11 августа 2023 года выдана лицензия оператора универсальной платформы TV24.
3 октября 2023 года Советом выдана лицензия Baku TV на спутниковое вещание в Карабахском регионе.
С октября 2024 года Совет начал мониторинг пакетов ретрансляции мультиплекс и платформенных операторов. Мультиплекс и платформенные операторы осуществляют ретрансляцию иностранных телеканалов при наличии лицензии.
18 октября 2024 года выданы лицензии универсальному платформенному оператору ООО «ABC-Telecom», провайдеру заказного вещания компании «Kontakt TV», ООО «SƏSTV», ООО «Biznes TV». С учётом данных лицензий в Азербайджане действует 95 субъектов аудиовизуальных медиа.
На октябрь 2024 года в Азербайджане действуют 42 телеканала, 21 радиостанция, 5 провайдеров услуг заказного вещания, 2 оператора мультиплекса и 53 платформенных оператора.
21 апреля 2025 года Советом выдана лицензия оператора универсальной платформы ООО «Digitürk Azərbaycan».
Советом осуществляется мониторинг жанрового распределения программ общенациональных наземных телеканалов.